# Bjeloruski jezik
Bjeloruski jezik (ISO 639-3: bel), istočnoslavenski jezik koji je materinski jezik oko devet milijuna Bjelorusa.

## Srednjovjekovna povijest
Već od 12. stoljeća na bjeloruskom se području razvijala crkvenoslavenska pismenost čiji je najpoznatiji predstavnik biskup Ćiril iz Turova. Bjeloruskim je crkvenoslavenskim pisana »Biblija Ruska« koju je u Pragu 1517. – 1519. izdao Francysk Skaryna (Skorina). Osim toga, u Litvanskom je Velikom Vojvodstvu od 14. do 17. stoljeća u uporabi bio i tadašnji narodni bjeloruski jezik koji je u 16. st. stekao položaj i službenog jezika. U tom su stoljeću starobjeloruskim književnim jezikom (starabelaruskaja litaraturnaja mova) tiskane različite protestantske knjige. S. Budny je izdao katekizam (1562.) i prijevod Novog zavjeta (1574.), a V. Cjapinski (Tjapinski) oko 1580. tiskao je evanđelistar. Službena je uporaba jezika zabranjena 1696. g.

## Bjeloruski u doba nacionalnih preporoda uEuropi
U prvoj se polovici 19. stoljeća pojavljuju prva književna djela na bjeloruskome narodnom jeziku, ali je tek nakon revolucije 1905. službeno dopuštena njegova uporaba. Osobito je važnu ulogu u razvoju suvremenoga bjeloruskog standardnog jezika odigrao časopis »Naša niva« oko kojega su se okupili najpoznatiji pisci i publicisti bjeloruskoga narodnog preporoda.

## Bjeloruski uSSSR-u
Od 1933. do 1990. bjeloruski je bio izložen snažnoj i sustavnoj rusifikaciji tako da danas velik broj Bjelorusa uopće ne govori materinski jezik. Prema popisu stanovništva 1989. od 7,9 milijuna Bjelorusa u Bjelorusiji, samo je 6,34 milijuna (80,25%) navelo bjeloruski kao materinski jezik.

## Bjeloruski u nezavisnojBjelorusiji
Između 1990. i 1994. nastupilo je kratko razdoblje nacionalnoga buđenja i preporoda. U siječnju 1990. Vrhovni je sovjet Bjelorusije proglasio bjeloruski službenim jezikom. Međutim, 1995. g., poslije referenduma, službenim je jezikom proglašen i ruski, nakon čega je, u doba čvrstorukaškoga režima Lukašenka, nastupilo ponovno razdoblje intenzivne rusifikacije i omalovažavanja bjeloruskog jezika, tako da mu je danas ugrožen ne samo položaj standardnog jezika već i samo postojanje. Od 16. stoljeća do Drugoga svjetskog rata bjeloruski su se tekstovi pisali i ćirilicom i latinicom, a danas se bjeloruski piše samo ćiriličnim pismom koje ima 32 znaka.

## Vanjske poveznice
- Wikipedija na bjeloruskom
- Wikipedija na bjeloruskom (taraškievica)
- Ethnologue (14th)
- Ethnologue (15th)
- Калита И. В. Современная Беларусь: языки и национальная идентичность. Ústí nad Labem, ISBN 978-80-7414-324-3, 2010, 300 s. s. 112-190.